# 河内一泰
河内 一泰（こうち かずやす、1973年12月24日 - ）は、日本の建築家。千葉県生まれ。

## 経歴
- 1973年 千葉県生まれ
- 1992年 千葉県立千葉東高等学校卒業
- 1998年 東京芸術大学美術学部建築科卒業
- 2000年 東京芸術大学大学院美術研究科建築専攻修士課程修了
- 2000年〜2003年 難波和彦＋界工作舎
- 2003年 河内建築設計事務所設立

現在、河内一泰／河内建築設計事務所主宰。現在、芝浦工業大学、京都精華大学、日本大学非常勤講師。

## その他
- 学生時代から建築デザイン分野で受賞歴がある。

## 主な作品
- colors , HOUSE kn (2006年)、KCH(2009年)、庭の家 (2009年)、住宅地の家